# パタリロ源氏物語!
『パタリロ源氏物語!』（パタリロげんじものがたり!）は、魔夜峰央による日本の漫画。白泉社の『MELODY』に連載された。単行本は同社の花とゆめコミックスから全5巻。

## 概要
『パタリロ!』のキャラクターを借用し、前作『パタリロ西遊記!』と同様にオリジナルの物語を展開したスピンオフ作品。日本の古典文学である『源氏物語』を原作としており、比較的原典に忠実に描いているが、源氏の裏のストーリーとして陰陽師たちの戦いがあったという設定を追加している。光源氏（バンコラン）を主役にし、オリジナルキャラクターである陰陽師・波多利郎（パタリロ）を狂言回しに配置している。なお、本作は魔夜峰央の漫画作品『アスタロト』とリンクしており、ベールゼブブやサルガナタスといった魔界の貴族たちも登場する。
作品中では光源氏が40歳あたりになるまで続ける予定と作者が語っていたが、予定より短縮され物語は光源氏が須磨から都に帰還する時点で終了している（第14帖『澪標』のあたり）。

## 登場人物
光源氏
モデルはバンコラン。
原典の源氏物語の主人公であり、『パタリロ源氏物語!』でも主役である。平安時代に桐壺帝の息子として生まれたが、利発すぎるがゆえに危険視され政治から遠ざけられた青年。彼が様々な困難に巻き込まれながらも都での権力を取り戻していくまでを描くのが『パタリロ源氏物語!』の骨子である。
本編のバンコランとは違い幼児期のトラウマを持たぬことから、バンコランよりひょうきんで楽天的な側面がある。シーンによってはデフォルメされた二頭身のギャグ体形で描かれることも多々ある。また、精神的にも能力的にも成長過程にある未成熟なキャラクターとして描かれ、本編のバンコランのような完璧なヒーロー像とは大きく異なる。しかしもっとも異なる点は異性に対して強い性的興味を示すところである（なお、美少年に対しても拒否感はない）。女性関係は原典の光源氏と同じく手当たり次第というところで、それゆえに恋愛絡みのトラブルに巻き込まれやすい。本編のバンコランと同じく相手を魅了する眼力が使えるが、これは女性に対しても有効である。
幼い頃に安倍仲人に母親を呪殺されており、いつか仇を討ちたいと願っている。その点で波多利郎（パタリロ）と協力関係にある。しかし初めて対面する段ではその名前を聞いただけで正気を喪失し、もったいぶって姿を現した波多利郎に頭中将ともども斬りかかった（並行世界＝『パタリロ！』からの因縁というギャグ設定）。
賀茂波多利郎度摩利音羅（かものぱたりろどまりねら）
モデルはパタリロ。原典の源氏物語には登場しないキャラクター。
陰陽寮に仕える陰陽師の一族である賀茂家の領袖。高い実力を持つ天才陰陽師であり、都を守るという強い使命感を持つため、本編ほどにはギャグを連発するキャラクターにはなっていない。ただし、貨幣がさほど流通していない時代にもかかわらず金にがめつい部分と部下に容赦はない部分は本編と同一。また、本編でおちょくられた恨みが話を超えて光源氏（バンコラン）や頭中将（ヒューイット）から無意識に攻撃される。出自に特殊な設定があるらしく、賀茂家の部下たち（玉葱部隊）からは「殿下」と呼ばれている。（ただし、彼の出自についての謎は明かされることはなかった）
光源氏が安倍仲人と因縁を持つことから、部下たちとともに彼の護衛を影から行っている。未熟なキャラクターである光源氏に対して波多利郎は本編以上に精神的にも実力的にも成熟したキャラクターとして描かれており、年齢も10歳ほどしか離れていない（本編では17歳差）。物語を動かす狂言回しとしての役割が強い。
紫の上 （むらさきのうえ）
モデルはマライヒ。
光源氏（バンコラン）の正室同様の存在。幼少時は生まれつき栗色である髪を、周囲に疎まれていた。なお瞳は桐壺更衣、藤壺中宮にそっくりである。本編と同じく「隣の家の焼餅で首を吊ろうかという位の大変なやきもち焼き」という評価がされており、浮気ばかりする源氏を完膚なきまでに叩きのめした事がある。
なお、本編のマライヒと違って女性である。
頭中将（とうのちゅうじょう）
モデルはヒューイット。
光源氏の最初の正室である葵の上の兄。ガチガチの体制側の人間で、自由を好みリベラルな思想を持つ光源氏とは意見を対立させている。
かつて妻とは別の女性と関係を持ち、その時に娘が生まれたが一度も対面したことがない。
本編のヒューイットと同じくロリコンで、まだ見ぬ娘への愛情が欲情と混ざり合っている部分がある。
検非違使の長をつとめており剣の腕前は光源氏より上。（光源氏が抜刀術を会得してからは不明）
桐壺更衣　（きりつぼこうい）
モデルはエトランジュ王妃。
光源氏の実母。桐壺帝の寵愛を受けたがそれゆえに他の側室たちから激しい嫉妬の攻撃を受けていた薄幸の美女。
神秘学的に特殊な星の元に生まれており、陰陽師たちが未来を正確に予測することができない。安倍家はそのようなイレギュラーが帝の身近にいることを危険視し、彼女を呪殺した。
藤壺中宮　（ふじつぼちゅうぐう）
モデルはエトランジュ王妃。
光源氏の義母。桐壺更衣と外見・性格がそっくりの女性。光源氏が元服前に桐壺帝の妻として迎え入れられた。光源氏は彼女を母として敬愛しているが、同時に女性としても惹かれており、また藤壺も光源氏に義理の息子以上に惹かれている。
青年時代に光源氏と関係をもってしまい、その結果、藤壺は子を成す（後の冷泉帝）。不義は桐壺帝には死ぬまで秘密とされ、冷泉帝は桐壺の子供として扱われたが、このことは光源氏に強い後悔を植えつけることにもなった。
太郎丸　（たろうまる）
モデルはスーパーキャット。原典の源氏物語には登場しないキャラクター。
光源氏が幼い頃から飼っている猫。二本足で歩き、物を手でつかむなど猫にあるまじき挙動をする。周囲の者はこの事をいぶかしんでいるが、光源氏は幼い頃から当たり前のこととしてあまり気にしている様子はない。なお、光源氏は太郎丸の言葉を理解することができる。
その正体は波多利郎の配下である忍者猫で、光源氏を監視するために彼が幼い頃に接触させたスパイ。しかし太郎丸も光源氏も互いのことを友達と思っており、真相が判明してからも二人の絆が崩れることはなかった。
玉葱部隊　（たまねぎぶたい）
モデルはタマネギ部隊。原典の源氏物語には登場しないキャラクター。
賀茂家に仕える陰陽師たちで、パタリロ本編と同じデザイン。波多利郎（パタリロ）をコケにしているところも本編と同じ。もちろん波多利郎にこき使われる所も同じである。
安倍仲人　（あべのなかひと）
陰陽寮に仕える陰陽師の一族、安倍家の領袖。賀茂家とは対立関係にある。陰陽術の暗黒面に通じていて呪殺などの邪悪な呪術を得意とする。原典の源氏物語には登場しないキャラクター。
その正体は魔界の四大実力者ベールゼブブの影。パタリロ本編に出てくるベールゼブブとほぼ同じ外見である。数百年前に遣唐使・阿倍仲麻呂に取り付くことで人間界に顕現した。近年になって安倍晴明亡き後の安倍家を掌握し、安倍家を邪悪な一団へと変質させる。安倍家により都を裏から支配することを目論んでおり、陰陽寮としての公権力を私物化している。
未来が見通せない特殊な星の元に生まれた桐壺更衣が将来安倍家の害になる可能性を危惧し、彼女を呪殺した経緯がある。桐壺更衣の子である光源氏も要注意人物として監視している。
サルガタナス　/　猿形那須与一兵衛 (さるがたなすのよいちべえ)
キャラクターは作者の別の作品（『アスタロト』）からの流用。アスタロトの友人であり、数少ない味方。原典の源氏物語には登場しないキャラクター。
四大実力者に次ぐ地位である72人の魔王の一人にして、その中でもトップクラスの実力者。准将の称号を持つ。
強化剤と自称する煙草に似た紙巻を好んで口にする。
サタンの命により、人間界の歴史調査のため「影」を人間界に送りこんでいる。
その「影」は猿形那須与一兵衛（さるがたなすのよいちべえ）と名乗り、光源氏に剣術を指南する。ベールゼブブの影に警戒心を持っており、安倍家と敵対する光源氏や賀茂家に秘密裏に協力している。
サルガタナスとしては『パタリロ!』本編にも一度だけ登場した。